# Острів Нікольського
О́стрів Ніко́льського (рос. Остров Никольского) — невеликий острів у затоці Петра Великого Японського моря. Знаходиться за 300 м на захід від материка, навпроти військово-морської бази «Павловське», між бухтами Павловського на півночі та Відкритою на півдні. Адміністративно належить до Фокінського міського округу Приморського краю Росії.

## Географія
Острів невеликої видовженої із заходу на схід, неправильної форми, довжиною 600 м. Північний берег низинний, мало порізаний, є невелика бухта на північному заході. На північному заході насипаний мол довжиною 420 м, який з півдня перекриває бухту Павловського. На північному сході є видовжений півострів, який був перетворений на дамбу та з'єднаний з материком, тим самим перетворивши сам острів в півострів. Південний берег скелястий, дуже порізаний невеликими бухтами, біля берега знаходиться велика кількість кекурів та каменів. Тут же, між бухтами розташовані короткі піщані пляжі.
Ширина острова в найвужчому місці 110 м, максимальна — 250 м. Острів майже весь вкритий широколистими лісами. Лише на півночі є галявини без лісу. На півдні ліс впритул виходить до морського узбережжя. На півночі, від дамби до молу тягнеться ґрунтова дорога.

## Історія
Острів названий в 1859 році екіпажем кліпера «Стрілець» на честь офіцера фрегата «Крейсер» лейтенанта Д. В. Нікольського. В кінці XIX століття острів був перейменований на честь Ніконова, командира кліпера «Джигіт» капітана 2 рангу. Після будівництва військово-морської бази острів був з'єднаний дамбою з материком, і перетворений на півострів.